# Home Sweet Homicide
Home Sweet Homicide (Brasil: Lar, Doce Tortura / Portugal: Detectives à Força) é um filme norte-americano de 1946, do gênero comédia, dirigido por Lloyd Bacon e estrelado por Peggy Ann Garner e Randolph Scott.
O filme é uma divertida e excitante comédia familiar, com pitadas de mistério e suspense, baseada nas experiências de Craig Rice, escritora de romances policiais.

## Sinopse
Dinah, Archie e April, filhos da viúva Marian Carstairs, autora de livros de mistério, tentam descobrir o responsável por um assassinato ocorrido na vizinhança. Ao mesmo tempo, eles brincam de Cupido para aproximar a mãe e o Tenente Bill Smith, detetive destacado para o caso.

## Elenco
| Ator/Atriz         | Personagem         |
| ------------------ | ------------------ |
| Peggy Ann Garner   | Dinah Carstairs    |
| Randolph Scott     | Tenente Bill Smith |
| Lynn Bari          | Marian Carstairs   |
| Dean Stockwell     | Archie Carstairs   |
| Connie Marshall    | April Carstairs    |
| James Gleason      | Sargento O'Hare    |
| Anabel Shaw        | Polly Walker       |
| Barbara Whiting    | Jo-Ella Holbrook   |
| Shepperd Strudwick | Wallace Sanford    |